# Belo Polje (miasto Belgrad)
Belo Polje (cyr. Бело Поље) – wieś w Serbii, w mieście Belgrad, w gminie miejskiej Obrenovac. W 2011 roku liczyła 1836 mieszkańców.